# О, де ж ти, брате?
«О, де ж ти, брате?» (англ. O Brother, Where Art Thou?) — франко-американсько-британська пригодницька комедія (драмедія) Братів Коенів 2000 року. Сюжет фільму перегукується з «Одіссеєю» Гомера, а також є пародією на роман Джеймса Джойса — Улісс. Фільм насичений культурою Американського Півдня того часу, включаючи американську народну музику, за звукову доріжку (саундтрек) з якою цей фільм отримав премію Ґремі у 2002 році. Фільм також був один з перших, що використовував корекцію кольору, щоб надати стрічці під ретро сепія тип кольору.
Дія фільму розгортається у сільській місцевості штату Міссісіпі у 1930-х роках, де троє в'язнів-втікачів шукають захований скарб, а шериф невпинно переслідує їх. Це сучасна сатира, яка, хоч і відображає соціальні особливості американського Півдня, але вільно ґрунтується на епічній грецькій поемі Гомера «Одіссея». Прикладами цього є сирени, циклоп та ім'я головного героя «Улісс», що є римським ім'ям Одіссея. Назва фільму є відсиланням до фільму Престона Стерджеса 1941 року «Подорожі Саллівана», де головний герой — режисер, який хоче екранізувати «О, брате, де ти?», вигадану книгу про Велику депресію.

## Сюжет
Авантюрна історія бере місце у 1937 році, за часів так званої Великої депресії, коли три каторжники — Еверет МакҐіл і його колеги Дельмар і Піт, які відбували повинність на виправних роботах у Міссісіпі, вирішили втекти і вирушили по скарб, що Еверет нібито сховав, але тепер місце те очікується бути затопленим за п'ять днів. Скуті разом одним ланцюгом у такий собі «чейн-ґенґ», каторжники тікають через поле до залізниці де намагаються зловити потяг. Але після невдалої спроби, вони заскакують на дрезину з ручним приводом, якою оперує сліпий і розказує їм своє «пророцтво». «Скарб, що ви шукаєте не буде тим який ви знайдете», каже сліпий у кінці тої сцени…

## У ролях
- Джордж Клуні — Улісс Еверет МакҐіл
- Джон Туртурро — Піт
- Тім Блейк Нельсон — Дельмар О'Донел
- Джон Гудмен — Великий Ден Тіґ
- Голлі Гантер — Пенні
- Кріс Томас — Томмі Джонсон
- Чарльз Дернінг — Паппі О'Даніель
- Майкл Бадалукко — Джордж Нельсон
- Стівен Рут — містер Ланд, сліпий власник радіостанції

## Нагороди
- 2000 Премія «Золотий глобус» Голлівудської асоціації іноземної преси:
  - за найкращу чоловічу роль — комедія або мюзикл — Джордж Клуні